# ناکلز (مجموعه تلویزیونی)
ناکلز (به انگلیسی: Knuckles) یک مینی‌سریال تلویزیونی آمریکایی است که توسط جان ویتینگتون و توبی اشر برای سرویس استریم پارامونت پلاس و بر اساس سری بازی‌های ویدیویی سونیک خارپشت اثر سگا ساخته شده است. این اسپین‌آفی از سری فیلم‌های سونیک خارپشت و اولین مجموعه تلویزیونی لایو اکشن در این فرنچایز است. این سریال که بین رویدادهای سونیک خارپشت ۲ (۲۰۲۲) و سونیک خارپشت ۳ (۲۰۲۴) اتفاق می‌افتد، داستان ناکلز اکیدنا را دنبال می‌کند که در آن او معاون کلانتر وید ویپل را به شیوه‌های جنگجوی اکیدنا آموزش می‌دهد. ویتینگتون به عنوان نویسنده اصلی خدمت کرد.
ادریس البا دوباره صداپیشگی خود را در نقش ناکلز از مجموعه‌فیلم، در کنار آدام پالی که دوباره نقش وید را بازی می‌کند، ایفا کرده است. این سری در فوریه ۲۰۲۲ در طی یک رویداد سرمایه‌گذار ویاکام با حضور البا در هیئت مدیره پروژه معرفی شد. تولید در لندن، انگلستان، در آوریل ۲۰۲۳ آغاز شد و کارگردان فیلم سونیک جف فاولر، کارگردانی آزمایشی را برعهده داشت و بازیگران بعدی نیز اعلام شدند. گد رایت، براندون تراست، جورما تاکون و کارول بانکر قسمت‌های دیگر را کارگردانی کردند. تام هاو آهنگسازی این سریال را بر عهده داشت.
ناکلز در ۲۶ آوریل ۲۰۲۴ با ۶ قسمت در پارامونت پلاس منتشر شد.

## زمینه داستان
این سریال که بین رویدادهای سونیک خارپشت ۲ (۲۰۲۲) و سونیک خارپشت ۳ (۲۰۲۴) اتفاق می‌افتد، ناکلز اکیدنا را دنبال می‌کند که به آموزش معاون کلانتری یعنی وید ویپل به شیوه‌های جنگجویانه اکیدنا می‌پردازد.

## بازیگران

### اصلی
- ادریس البا در نقش ناکلز اکیدنا: یک مورچه‌خورک انسان‌نمای سرخ، زودجوش و جدی با قدرت فوق بشری. البا گفت که این سریال پس از انتقال ناکلز به زمین در پایان سونیک خارپشت ۲ (۲۰۲۲) که او را مثل «ماهی از آب بیرون» کشید، اتفاق می‌افتد و شخصیت او را بررسی خواهد کرد.[۴]
- آدام پالی در نقش وید ویپل: معاون کلانتر کم‌هوش گرین هیلز که ناکلز او را در شیوه‌های یک جنگجوی اکیدنا آموزش می‌دهد.[۳]

### مکمل
- جولیان بارت در نقش جک سینکلر: یک شکارچی جایزه و کاپیتان تیم بولینگ سابق وید.[۳]
- کریستوفر لوید در نقش پاچاکاماک: یک اکیدنای مسن‌تر که تصور می‌شد هنگام تلاش برای دستگیری لانگ‌کلاو، مادر خوانده قبلی سونیک، همراه با قبیله‌اش از بین رفته است.[۵]
- روری مک‌کین در نقش خریدار: یکی از اعضای سابق دکتر روباتنیک که قصد دارد قدرت ناکلز را به دست آورد.[۳]
- اسکات مسکودی در نقش مأمور میسون: مأموری که برای «خریدار» کار می‌کند.[۳]
- الی تیلور در نقش مأمور ویلوبی: مأموری که برای «خریدار» کار می‌کند.[۳]
- استاکرد چنینگ در نقش وندی ویپل: مادر وید.[۵]
- ادی پترسن در نقش واندا ویپل: خواهر وید.[۳]
- کری الویس در نقش «پیستول» پیت ویپل: یک بولر عجیب‌وغریب که ۲۷ بار در مسابقات بولینگ قهرمان شده و یکی از بستگان وید است.[۵][۶]
- راب هیوبل در نقش دیلن بیگلتون: مفسر مسابقهٔ بولینگ.
- پل شیر در نقش گری ان. سینکلیر سوم: مفسر مسابقهٔ بولینگ.

### مهمان
- کالین اوشاگنسی در نقش مایلز «تیلز» پراور: روباه زرد نارنجی انسان‌نما که می‌تواند با دم‌های خود پرواز کند.
- بن شوارتز در نقش سونیک خارپشت: جوجه‌تیغی آبی انسان‌نما که می‌تواند با سرعت‌های مافوق صوت بدود.
- تیکا سومپتر در نقش مدی واچوفسکی: مادرخوانده ناکلز، سونیک و تیلز و دامپزشک محلی گرین هیلز.[۳]

## قسمت‌ها
| شم. | عنوان                                     | کارگردان     | نویسنده       | تاریخ پخش اصلی |
| --- | ----------------------------------------- | ------------ | ------------- | -------------- |
| ۱   | «جنگجو»                                   | جف فاولر     | جان ویتینگتون | ۲۶ آوریل ۲۰۲۴  |
| ۲   | «هرگز نگو من برایت حاضر نبودم»            | گد رایت      | جان ویتینگتون | ۲۶ آوریل ۲۰۲۴  |
| ۳   | «شام شبات»                                | برندن تراست  | برایان شاکتر  | ۲۶ آوریل ۲۰۲۴  |
| ۴   | «شعله‌های فاجعه»                           | جورما تاکونی | جیمز مادیسکی  | ۲۶ آوریل ۲۰۲۴  |
| ۵   | «رنو، عزیزم»                              | کارول بانکر  | برایان شاکتر  | ۲۶ آوریل ۲۰۲۴  |
| ۶   | «آنچه در رنو اتفاق می‌افتد، در رنو می‌ماند» | کارول بانکر  | جان ویتینگتون | ۲۶ آوریل ۲۰۲۴  |

## تولید

### توسعه

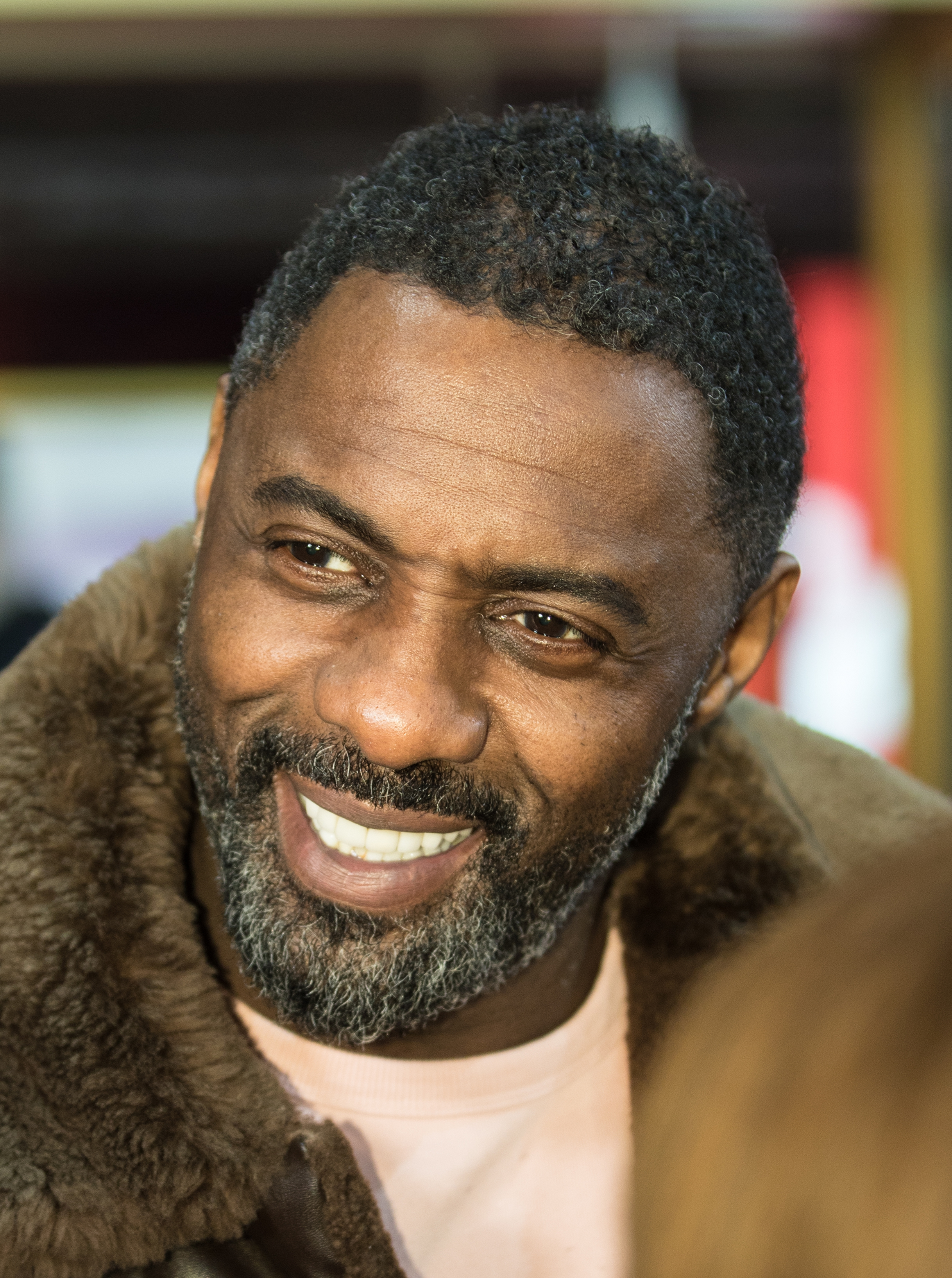
ادریس البا (تصویر از ۲۰۱۸) نقش خود را به عنوان ناکلز از فرنچایز فیلم تکرار می‌کند و به عنوان تهیه‌کننده اجرایی این مجموعه نیز فعالیت دارد.

در طول توسعه سونیک خارپشت ۲ (۲۰۲۲)، تیم سازنده تصمیم گرفت تا با ساخت مجموعه‌های تلویزیونی، مجموعه‌فیلم سونیک خارپشت را گسترش دهد. تهیه‌کنندگان تصمیم گرفتند اولین اسپین آف سونیک را برای ناکلز اکیدنا داشته باشند، زیرا آنها از شخصیت کمدی وی در فیلم لذت بردند و می‌خواستند با انتشار یک فیلم به هر دو سونیک خارپشت ۳ و سونیک و ناکلز ادای احترام کرده و سریال را تقریباً همزمان با سونیک خارپشت ۳ (۲۰۲۴) منتشر کنند. تا فوریه ۲۰۲۲، ساخت یک سریال از سونیک خارپشت با تمرکز بر ناکلز اکیدنا برای انتشار در پارامونت پلاس در سال ۲۰۲۳ آغاز شده بود. سگا و پارامونت پیکچرز در ماه فوریه در مراسم روز سرمایه‌گذار ویاکام سی بی اس به‌طور رسمی توسعه این مجموعه را اعلام کردند و ادریس البا تأیید کرد که نقش خود را از سونیک خارپشت ۲ (۲۰۲۲) که در آن زمان در حال ساخت بود، در یک سریال به عنوان اسپین آف از فیلم بازی خواهد کرد. در ژوئن ۲۰۲۲، برایان رابینز، مدیر عامل پارامونت، از این سریال به عنوان یک مینی‌سریال یاد کرد.
در آوریل ۲۰۲۳، جان ویتینگتون، یکی از نویسندگان سونیک خارپشت ۲ به عنوان توسعه‌دهنده و سرپرست این مجموعه معرفی شد. او همچنین در کنار خالقان فرنچایز فیلم البا و نیل اچ. موریتز و توبی اشر از اوریجینال فیلم، جف فاولر و تورو ناکاهارا، تهیه‌کننده اجرایی این مجموعه هستند. پارامونت پیکچرز و سگا به‌عنوان شرکت‌های سازنده این سریال حضور دارند. همچنین گزارش شده بود که داستان این سریال بر ناکلز تمرکز دارد که وید ویپل را آموزش می‌دهد، و آدام پالی دوباره در نقش وید بازی می‌کند. همچنین ادی پترسن، جولیان بارت، اسکات مسکودی و الی تیلور در نقش‌های تکرارشونده ایفای نقش کرده و ستاره‌های مهمان از جمله روری مک‌کین و همچنین تیکا سومپتر نقش خود را بازی کردند. بازیگران دیگر از جمله کری الویس، استاکرد چنینگ، کریستوفر لوید، پل شیر و راب هیبل در ژوئن ۲۰۲۳ تأیید شدند. در فوریه ۲۰۲۴، گزارش شد که اشر در کنار ویتینگتون به عنوان مجری سریال فعالیت می‌کند. همچنین اعلام شد که بن شوارتز و کالین اوشاگنسی در نقش‌های سونیک خارپشت و مایلز «تیلز» پراور به عنوان ستاره مهمان دوباره ایفای نقش خواهند کرد. سازندگان این مجموعه را طوری توسعه دادند که گویی سومین فیلم در این فرانچایز باشد.
در آوریل ۲۰۲۴، اشر گفت که امکان دار فصل‌های بیشتری در آینده برای ناکلز منتشر شوند اما در صورتی که سریال موفقیت‌آمیز باشد و سازندگان فیلم «داستانی واقعاً عالی برای گفتن داشته باشند».

### نوشتن
این مجموعه تا آوریل ۲۰۲۲ در مراحل نگارش بود، و ویتینگتون در کنار برایان شاکتر و جیمز مادیسکی مشغول نوشتن فیلمنامه بودند. برای داستان سریال، نویسندگان تصمیم گرفتند از رویکرد کمدی از سونیک خارپشت (۲۰۲۰) استفاده کنند، که مورد علاقه خدمه قرار گرفته بود. نویسندگان، به جای اینکه یکی از شخصیت‌ها را به‌عنوان مرد مستقیم این دو نفر ارائه دهند، می‌خواستند ناکلز و وید به دلیل پتانسیل کمدی، به صورت «کارت‌های عجیب و غریب در قالب یک کمدی زوج هنری» باشند. نویسندگان می‌خواستند این سریال ادای احترامی به فیلم کمدی دهه ۹۰ باشد که اشر در دوران کودکی‌اش تماشا می‌کرد، شبیه به فیلم‌های سونیک که از ژانرهای مختلف الهام گرفته است.
سریال بین وقایع سونیک خارپشت ۲ و سونیک خارپشت ۳ (۲۰۲۴) می‌گذرد و شامل ایستر اگ‌هایی برای تنظیم وقایع و روایت می‌شود. این مجموعه همچنین پیامدهای رویدادهای سونیک خارپشت ۲، به ویژه دسترسی G.U.N به حلقه‌ها و حلقه‌های سونیک و ناکلز را بررسی می‌کند. اشر که از فرنچایزهای دیگری مانند مارول کامیکس الهام گرفته بود، گفت که این کار به عنوان راهی برای گسترش افسانه فرنچایز با این سؤال انجام شد که چگونه رویدادهای آن بر دنیای واقعی تأثیر می‌گذارد.

### فیلمبرداری
تولید این سریال در آوریل ۲۰۲۳ در لندن، انگلستان آغاز شد. جف فاولر کارگردان سونیک خارپشت (۲۰۲۰) و سونیک خارپشت ۲، کارگردانی اولین قسمت را برعهده داشتند و گد رایت، براندون تراست، جورما تاکون و کارول بنکر نیز به عنوان کارگردان مشغول به کار بودند. این سریال پشت سر هم با سونیک خارپشت ۳ فیلمبرداری شد. برخلاف دو فیلم قبلی سونیک، در طول فیلمبرداری از یک عروسک ناکلز برای یک «استند-این» استفاده شد، که به پالی اجازه بداهه‌پردازی می‌داد.

### جلوه‌های بصری و پویانمایی
ارائه دهندگان جلوه‌های بصری برای این مجموعه عبارتند از اینداستریال لایت اند مجیک، فین دیزاین، رایزینگ سان پیکچرز، آوت‌پست وی‌اف‌ایکس، و آنتولد استودیوز. به منظور دستیابی به کیفیت پویانمایی مشابه فیلم‌ها، تهیه‌کنندگان کل خط تولید را تغییر دادند، از جمله استخدام شش فروشنده انیمیشن به جای یک فروشنده که در فیلم‌ها وجود داشت. این استودیو همچنین یک تیم داخلی داشت که روی ریگ‌های شخصیت کار می‌کرد که فروشندگان بعداً «بر روی آن کار کردند»، که به تولیدکنندگان امکان داد تا روند توسعه انیمیشن سریعتر انجام شود و تولیدکنندگان کنترل کیفیت را حفظ کنند. این همچنین به تهیه‌کنندگان اجازه داد تا یک تیم انیمیشن داخلی داشته باشند تا روی ناکلز و سونیک خارپشت ۳ کار کنند که به تیم کمک کرد هزینه‌ها را کاهش دهد. این سریال بیش از ۳۰۰ شات دیجیتال بیشتر از فیلم اول دارد.

### موسیقی
به جای تام هولکنبورگ که برای فیلم‌های سونیک آهنگسازی کرده است، تام هاو، آهنگساز انسان‌های نخستین و روان‌درمانی وظیفه ساخت موسیقی این مجموعه را بر عهده گرفته‌اند.

## انتشار
هر شش قسمت از ناکلز در ۲۶ آوریل ۲۰۲۴ در پارامونت پلاس نمایش داده شد.

## بازخورد
در وبسایت بازبینی جمعی راتن تومیتوز، ۶۹٪ از ۱۳ بررسی منتقدین مثبت است و این سریال میانگینِ امتیاز ۶/۱۰ را در اختیار دارد. اجماع این وبسایت در مورد سریال اینطور نوشته است: «ناکلز با جفت‌کردن اکیدنای ادریس البا و گیجیِ آدام پالی، می‌تواند از مشتی اضافی برای جذابیت بیشتر فراتر از جوانان بهره ببرد، اما به عنوان یک سرگرمیِ سَبُک خانوادگی بسیار عالی است.» این سریال در متاکریتیک، که از میانگین وزنی استفاده می‌کند، بر اساس نظر ۸ منتقد امتیاز ۶۳ از ۱۰۰ را کسب کرده که نشان‌گر «بررسی‌های عموماً مطلوب» است.
این سریال توانست به رکورد پربیننده ترین سریال در شبکه ی نمایش خانگی پارامونت پلاس دست یابد

## یادداشت
1. 1 2  سونیک خارپشت توسط سونیک تیم توسعه داده شد و توسط سگا توزیع شد، کارگردانی و برنامه‌ریزی شده توسط یوجی ناکا، طراحی شده توسط هیروکازو یاسوهارا، و تصویرسازی شده توسط نائوتو اوشیما.[۱][۲]